# Pieter van den Broecke
Pieter van den Broecke (* 1585; † 1640) war ein holländischer Kaufmann, der in Haarlem lebte und mit dem Maler Frans Hals befreundet war. 1633 wurde er von diesem porträtiert.

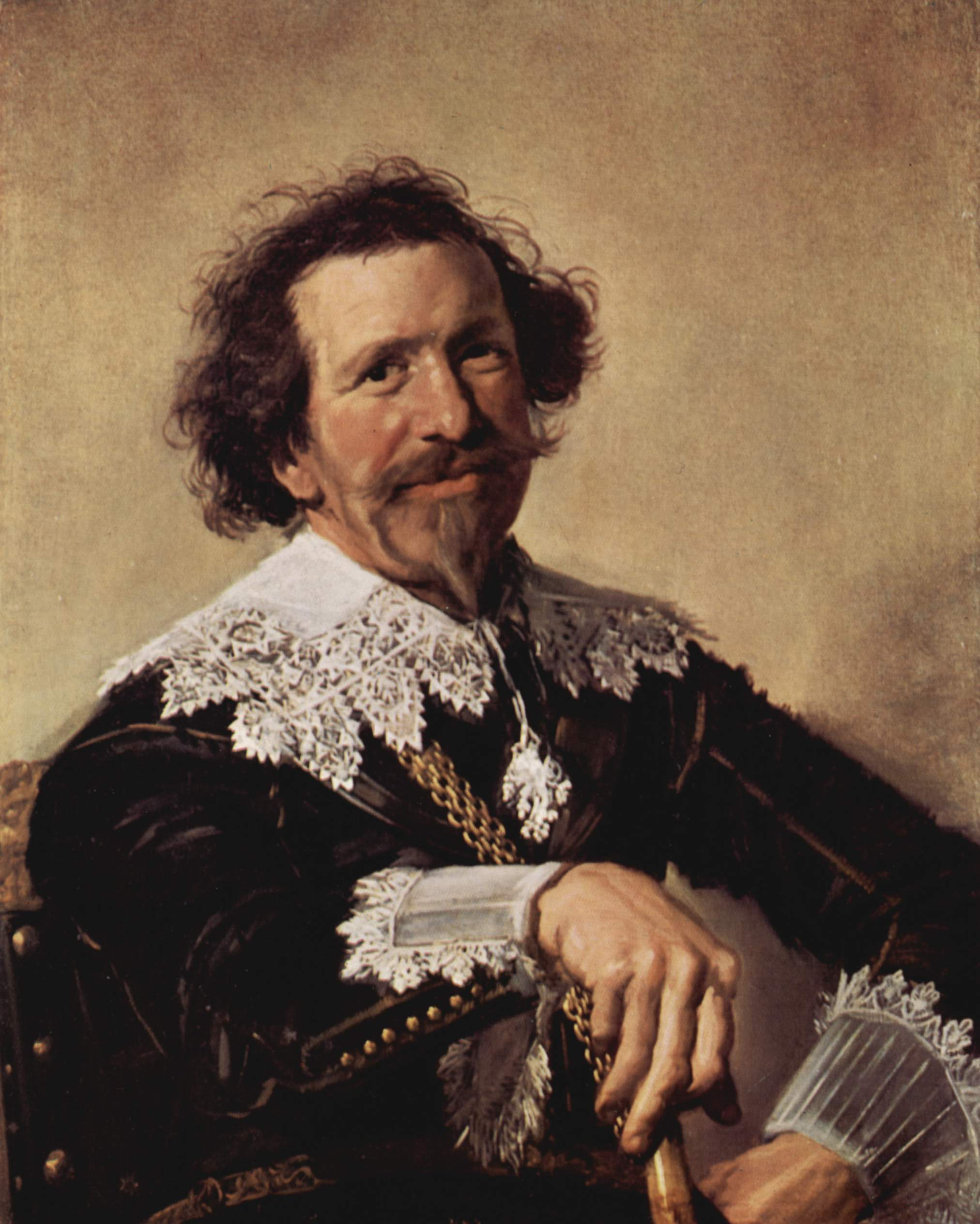
Pieter van den Broecke; Porträt von Frans Hals, 1633

## Leben
Pieter van den Broecke wurde in Antwerpen geboren. Im Jahr seiner Geburt, 1585, wurde die Stadt von den Spaniern erobert, und van den Broeckes calvinistische Familie wanderte zunächst nach Hamburg und dann nach Amsterdam aus, wo Pieter van den Broecke Kaufmann und schließlich Oberkaufmann der Ostindischen Kompanie (VOC) wurde. Er spielte eine bedeutende Rolle in der frühen Expansionszeit der Handelsgesellschaft. So gründete er östlich von Aden die erste niederländische Faktorei in Arabien und in Indien eine Handelsniederlassung in der Stadt Surat. In Mokka trank er als vermutlich erster Holländer Kaffee. Zum Lohn für seine Dienste erhielt er unter anderem eine Goldkette im Wert von 1.200 Gulden.
Pieter van den Broecke wird dem Freundeskreis von Frans Hals zugerechnet, wie aus den Taufpapieren von Hals Tochter Susanna hervorgeht. Van de Broecke war bei dieser Taufe der erste Taufpate, als zweiter Taufpate ist der Haarlemer Kupferstecher Adrien Jacobsz Mathan identifiziert worden. Frans Hals porträtierte Pieter van den Broecke wahrscheinlich 1633 als Brustporträt in edler Kleidung mit der benannten goldenen Halskette.
Im Jahr 1634 veröffentlichte er einen Bericht über sein Leben als Handelsreisender in Afrika und im Orient. Dabei ist auf dem Umschlag ein Stich des Halsschen Gemäldes abgebildet, 1633 gefertigt durch Adrien Jacobsz Mathan. Van der Broecke wird in diesem Bild in einem Oval mit Wappen- und Delphinverzierungen gezeigt.
Später trat van den Broecke er neut in die Dienste der Vereinigten Ostindischen Compagnie, möglicherweise nachdem er sein Geld in der großen Tulpenmanie von 1637 verloren hatte. Er starb 1640 während der Belagerung von Malakka. 

## Schriften
- Pieter van den Broecke: Korte historiael ende Journaelsche aenteyckeninghe, van al’t geen merck-waerdigh voorgevallen is, in de langhdurige Reysen, soo nae Cabo Verde, Angola [etc.] als insonderheyd van Oost-Indien, Drucker: Hans Passchiers van Wesbusch, Haerlem (Haarlem) 1634
- Pieter van den Broecke, Klaas Ratelband: Reizen naar West-Afrika van Pieter van den Broecke, 1605–1614, Nijhoff, ’s-Gravenhage 1950.
- Pieter van den Broecke, Willem Philippus Coolhaas: Pieter van den Broecke in Azië, Nijhoff, ’s-Gravenhage 1962–1963.
- Pieter van den Broecke: Station Azoren, Boer, Bussum 1970
- Pieter van den Broecke, J. D. La Fleur: Pieter Van Den Broecke’s journal of voyages to Cape Verde, Guinea and Angola (1605–1612), Hakluyt Society, London 2000.